# 123
| 123                |
| ------------------ |
| Dødsfald - Fødsler |
|                    |

| Gregoriansk kalender | 123 CXXIII              |
| Ab urbe condita      | 876                     |
| Armensk kalender     | I/T                     |
| Kinesiske kalender   | 2819 – 2820 壬戌 – 癸亥 |
| Etiopisk kalender    | 115 – 116               |
| Jødisk kalender      | 3883 – 3884             |
| Hindukalendere       |                         |
| - Vikram Samvat      | 178 – 179               |
| - Shaka Samvat       | 45 – 46                 |
| - Kali Yuga          | 3224 – 3225             |
| Iransk kalender      | 499 BP – 498 BP         |
| Islamisk kalender    | 515 BH – 514 BH         |

Se også 123 (tal)